# Abbaye Saint-Otmarsberg d'Uznach
L'abbaye Saint-Otmarsberg est le seul monastère des bénédictins missionnaires en Suisse. Il est situé à Uznach (canton de Saint-Gall) et est donc souvent appelé monastère d'Uznach. L'abbaye fait partie de la Congrégation des bénédictins missionnaires de Sainte-Odile avec des branches en Europe, en Afrique de l'Est, de l'Ouest et du Sud, en Amérique du Sud, à Cuba, aux États-Unis, en Inde, en Corée, en Chine, au Kazakhstan et aux Philippines.

## Histoire
Le monastère a été fondé en 1963 par la fusion de deux maisons ouverte dans la première moitié du XXe siècle. Cependant, une fondation officielle n'a pas eu lieu, car à cette époque, la fondation de monastères et d'évêchés était constitutionnellement interdite. Le fondateur du monastère Benediktusheim Uznach était le père Adelrich Mühlebach († 1960). Le premier prieur conventuel était le père Notker Mannhart (1947-1960; † 1981). Il a ensuite été suivi par le père Benno Hegglin (1964-1980) comme prieur du monastère.
Le monastère acquiert le 6 janvier 1982 le statut d'abbaye, ayant atteint la forme idéale d'un monastère bénédictin. L'abbé-primat de la congrégation ottilienne, Notker Wolf, apporta le nouveau sceau du couvent et la croix d'abbé à l'occasion de l'élévation du prieuré au statut d'abbaye. Le prieur précédent (depuis 1981) le père Ivo Auf der Maur (de) (1982–1999) est devenu le premier abbé de Saint-Otmarsberg. En 1999, le couvent a élu Marian Eleganti comme 2e abbé du monastère (1999–2009). En 2009, l'abbé Marian a été nommé comme évêque auxiliaire dans le diocèse de Coire, il démissionne donc de la fonction d'abbé.
Le 9 mars 2013, Emmanuel Rutz devient le 3e abbé élu après qu'Adelrich Staub ait été prieur - administrateur par intérim depuis février 2010.
Le couvent de Saint-Otmarsberg se compose actuellement de 21 moines (en 2013). Trois frères travaillent comme missionnaires en Afrique, spécialement en Tanzanie et au Kenya. Deux confrères sont actifs à Osornoe (Kazakhstan) depuis 2006. Le couvent est soutenu par 30 oblats bénédictins (en 2013).
La fête patronale est le 16 novembre (saint Otmar).

## Église du monastère
L'église du monastère a été conçue par l'architecte de Rapperswil Herbert Oberholzer. Elle a été achevée en 1988. L'église est utilisée pour la célébration de la prière du chœur et de l'Eucharistie. Le sanctuaire de l'église est semi-circulaire, contenant l'autel et le tabernacle à droite. La croix se dresse de l'autre côté du sanctuaire. Les bras du Christ s'ouvrent à l'espace des fidèles, en particulier les moines. Le sanctuaire a été conçu par le sculpteur lucernois Anton Egloff. Sur le mur avant du chœur se trouve une version moderne de la médaille Benoît spécialement créée pour cette église. À gauche et à droite de la tribune de l'orgue, sur le mur du fond de l'église se trouvent le chemin de croix créé par Fra Roberto de Brigorio. Dans cette partie, il y a aussi une figure de Marie avec un enfant. Les moines s'y réunissent à la fin de chaque journée après les complies pour demander à la Sainte Mère sa protection. Au sous-sol de l'église se trouve la crypte et un autre oratoire.

## Pèlerinages de Lourdes
Au nom des évêques suisses, le monastère maintient l'office de pèlerinage du pèlerinage interdiocésain de Lourdes de la Suisse alémanique et romanche. Chaque année, il y a un pèlerinage à Lourdes avec plusieurs milliers de pèlerins malades et en bonne santé. Les malades espèrent souvent une guérison miraculeuse, comme celle du frère décédé Leo Schwager (* 19 mai 1924 ; † 24 avril 2004).

## Mission
Les frères de Saint-Otmarsberg sont directement actifs dans les lieux suivants en tant que missionnaires, éducateurs et dans l'aide au développement :
- Abbaye de Peramiho, Tanzanie (depuis 1898)
- Abbaye de Ndanda, Tanzanie (depuis 1906)
- Mission de Nairobi, Kenya
- Osornoe, Kazakhstan (depuis octobre 2006)

Des relations étroites sont également entretenues avec les monastères dans les lieux suivants :
- Abbaye d'Inkamana, Afrique du Sud
- Prieuré de Katibunga, Zambie
- Abbaye de Weagwan, Corée du Sud
- Monastère de Kwangju, Corée du Sud
- Newton Abbey (en), États-Unis, fondé par des Coréens
- quelque part en république populaire de Chine
- Prieuré de Digos, Philippines
- Abbaye de Güigüe, Venezuela
- Abbaye El Rosal, Colombie

L'abbaye publie la revue Missionsblatt cinq fois par an. Celle-ci remonte à une initiative d'Andreas Amrhein à la fin du XIXe siècle. Elle est publiée régulièrement depuis 1897. Elle était imprimée à Saint-Ottilien jusqu'au début de la Seconde Guerre mondiale. Lorsque celui-ci a été fermé par les nationaux-socialistes, la rédaction a déménagé à Uznach.